# 검정물방개
검정물방개는 딱정벌레목 물방개과의 곤충이다. 서울시 보호 야생 생물 대상종이다.

## 특징
몸은 물방개보다 길쭉하며 길이는 23mm 정도이다. 다른 물방개와 달리 딱지날개 가장자리에 노란색 띠가 없다. 딱지날개 위에는 점무늬가 있다. 등 쪽은 녹색을 띤 검은색이고, 아래쪽은 광택이 있는 검은 갈색이다. 머리는 점무늬가 많고, 머리방패, 윗입술, 축각은 황갈색이며, 양쪽의 수염은 짙은 적갈색이다.

## 생태
성충으로 월동하고 이른 봄부터 활동한다. 잡으면 머리와 앞가슴 사이에서 우윳빛 액체를 내는데, 썩은 생선 냄새가 진동한다. 요즘엔 개발로 인한 서식지 파괴로 보기 힘들어졌다.
옛날 어르신들은 "보리방개"라고도 불렀다.

## 분포
농수로나 연못, 늪지에서 살며 주로 물속에서 생활한다. 대한민국, 일본, 중국 등지에 분포한다.